# World Pool Masters

Logo 2013

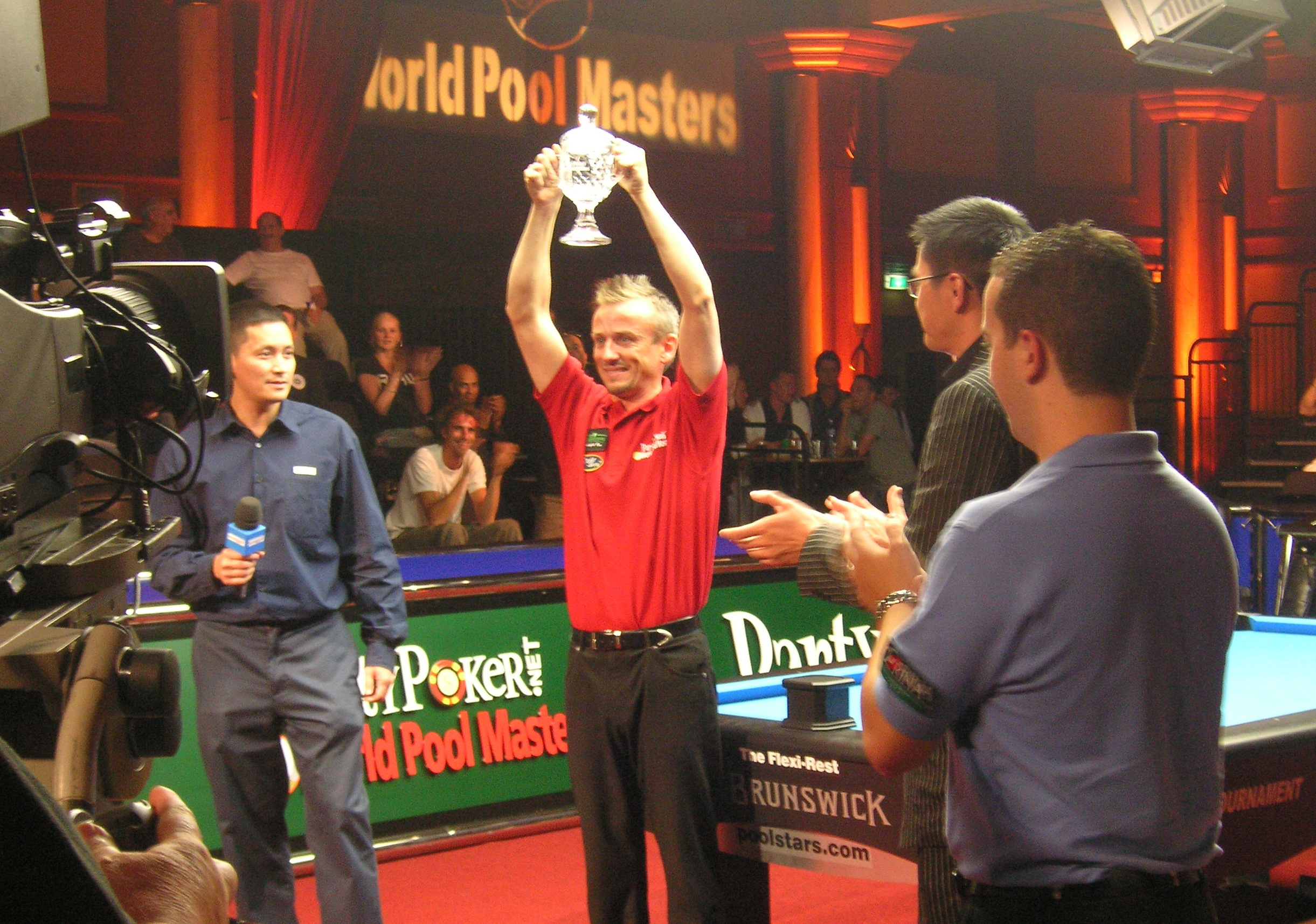
Thomas Engert nach seinem Turniersieg 2007

Das World Pool Masters (bis 1995 European Pool Masters) ist ein zumeist jährlich veranstaltetes Poolbillardturnier in der Disziplin 9-Ball. Es fand erstmals 1993 in Plymouth, England statt und wechselte seitdem mehrfach den Veranstaltungsort.
Rekordsieger ist der Deutsche Ralf Souquet, der das Turnier sechsmal für sich entscheiden konnte.

## Regeln
Bis 2009 handelte es sich beim World Pool Masters um ein reines Einladungsturnier, bei dem 16 Poolbillardspieler (und vereinzelt auch Poolbillardspielerinnen) vom Veranstalter nominiert wurden. Diese spielten dann im K.-o.-System gegeneinander.
Für 2010 wurde das Teilnehmerfeld auf 64 erweitert. Die Plätze wurden nun zum Teil durch Einladungen und zum Teil durch Qualifikationsturniere vergeben.
Zunächst wurde das Feld im Doppel-K.-o.-System auf 32 reduziert. Das bedeutet: Nach dem ersten Spiel wurden die Spieler in Siegerrunde und Verliererrunde aufgeteilt. Wer in der Siegerrunde war, musste sich nur noch in einem Spiel gegen einen anderen Spieler, der in der ersten Runde gewonnen hatte durchsetzen, um in die Finalrunde zu gelangen. In der Verliererrunde musste man sich hingegen zuerst gegen einen anderen Spieler, der im ersten Spiel verloren hatte, behaupten und anschließend gegen einen Verlierer aus der Siegerrunde gewinnen.
Auch wenn dieses System relativ kompliziert ist, garantiert es jedem Spieler, ein Spiel in der Vorrunde verlieren zu können, ohne sofort aus dem Turnier ausscheiden zu müssen. Das zweite verlorene Spiel innerhalb der Vorrunde führt jedoch in jedem Fall zum Ausscheiden aus dem Turnier.
Das 32er Feld spielte dann wieder im „regulären“ K.-o.-System bis zum Finale.
Seit 2011 wird wieder der ursprüngliche Modus angewandt, wobei einzelne Teilnehmer durch Qualifikationsspiele ermittelt werden.

## Turnierstatistik
| Jahr                  | Austragungsort        | Sieger                | Ergebnis              | Finalist              | Halbfinalisten        |
| European Pool Masters | European Pool Masters | European Pool Masters | European Pool Masters | European Pool Masters | European Pool Masters |
| --------------------- | --------------------- | --------------------- | --------------------- | --------------------- | --------------------- |
| 1993                  | Plymouth              | Werner Duregger       | 2:1                   | Ralf Souquet          | unbekannt             |
| 1993                  | Plymouth              | Werner Duregger       | 2:1                   | Ralf Souquet          | unbekannt             |
| 1994                  | Doncaster             | Ralf Souquet          | 2:1                   | Jimmy White           | Werner Duregger       |
| 1994                  | Doncaster             | Ralf Souquet          | 2:1                   | Jimmy White           | unbekannt             |
| 1995                  | Blackpool             | Daryl Peach           | 2:0                   | Lee Kendall           | Tom Storm             |
| 1995                  | Blackpool             | Daryl Peach           | 2:0                   | Lee Kendall           | Lee Tucker            |
| World Pool Masters    |                       |                       |                       |                       |                       |
| 1996                  | Blackpool             | Ralf Souquet          | 2:1                   | Vincent Facquet       | Tom Storm             |
| 1996                  | Blackpool             | Ralf Souquet          | 2:1                   | Vincent Facquet       | Jimmy White           |
| 1997                  | Thurrock              | Earl Strickland       | 2:1                   | Tommy Donlon          | Steve Davis           |
| 1997                  | Thurrock              | Earl Strickland       | 2:1                   | Tommy Donlon          | Daryl Peach           |
| 1998                  | Thurrock              | Francisco Bustamante  | 11:9                  | Ralf Souquet          | Quinten Hann          |
| 1998                  | Thurrock              | Francisco Bustamante  | 11:9                  | Ralf Souquet          | Earl Strickland       |
| 1999                  | Thurrock              | Alex Lely             | 7:5                   | Efren Reyes           | Johnny Archer         |
| 1999                  | Thurrock              | Alex Lely             | 7:5                   | Efren Reyes           | Kunihiko Takahashi    |
| 2000                  | Thurrock              | Ralf Souquet          | 7:3                   | Alex Lely             | Steve Knight          |
| 2000                  | Thurrock              | Ralf Souquet          | 7:3                   | Alex Lely             | Efren Reyes           |
| 2001                  | Thurrock              | Francisco Bustamante  | 7:6                   | Earl Strickland       | Radosław Babica       |
| 2001                  | Thurrock              | Francisco Bustamante  | 7:6                   | Earl Strickland       | Efren Reyes           |
| 2002                  | Milton Keynes         | Ralf Souquet          | 9:4                   | Efren Reyes           | Alex Pagulayan        |
| 2002                  | Milton Keynes         | Ralf Souquet          | 9:4                   | Efren Reyes           | Marcus Chamat         |
| 2003                  | Egmond                | Tony Drago            | 8:6                   | Hsia Hui-kai          | Alex Lely             |
| 2003                  | Egmond                | Tony Drago            | 8:6                   | Hsia Hui-kai          | Earl Strickland       |
| 2004                  | Egmond                | Thomas Engert         | 8:6                   | Oliver Ortmann        | Luc Salvas            |
| 2004                  | Egmond                | Thomas Engert         | 8:6                   | Oliver Ortmann        | Niels Feijen          |
| 2005                  | Doncaster             | Raj Hundal            | 8:7                   | Rodney Morris         | Thomas Engert         |
| 2005                  | Doncaster             | Raj Hundal            | 8:7                   | Rodney Morris         | Alex Pagulayan        |
| 2006                  | Egmond                | Ralf Souquet          | 8:4                   | Alex Pagulayan        | Wu Chia-ching         |
| 2006                  | Egmond                | Ralf Souquet          | 8:4                   | Alex Pagulayan        | Raj Hundal            |
| 2007                  | Egmond                | Thomas Engert         | 8:5                   | David Alcaide         | Nick van den Berg     |
| 2007                  | Egmond                | Thomas Engert         | 8:5                   | David Alcaide         | Pat Holtz             |
| 2008                  | Las Vegas             | Alex Pagulayan        | 8:6                   | Mika Immonen          | Francisco Bustamante  |
| 2008                  | Las Vegas             | Alex Pagulayan        | 8:6                   | Mika Immonen          | Ko Pin-yi             |
| 2009                  | Las Vegas             | Darren Appleton       | 8:4                   | Nick van den Berg     | Mika Immonen          |
| 2009                  | Las Vegas             | Darren Appleton       | 8:4                   | Nick van den Berg     | Shane van Boening     |
| 2010                  | Las Vegas             | Dennis Orcollo        | 8:3                   | Tōru Kuribayashi      | Roberto Gomez         |
| 2010                  | Las Vegas             | Dennis Orcollo        | 8:3                   | Tōru Kuribayashi      | Oliver Ortmann        |
| 2011                  | Quezon City           | Ralf Souquet          | 8:5                   | Dennis Orcollo        | Darren Appleton       |
| 2011                  | Quezon City           | Ralf Souquet          | 8:5                   | Dennis Orcollo        | Fu Jianbo             |
| 2012                  | Kielce                | Karol Skowerski       | 8:6                   | Mateusz Śniegocki     | Nick van den Berg     |
| 2012                  | Kielce                | Karol Skowerski       | 8:6                   | Mateusz Śniegocki     | Dennis Orcollo        |
| 2013                  | Barnsley              | Niels Feijen          | 8:6                   | Darren Appleton       | Alex Pagulayan        |
| 2013                  | Barnsley              | Niels Feijen          | 8:6                   | Darren Appleton       | Chang Jung-Lin        |
| 2014                  | Nottingham            | Shane van Boening     | 8:2                   | Nikos Ekonomopoulos   | Chris Melling         |
| 2014                  | Nottingham            | Shane van Boening     | 8:2                   | Nikos Ekonomopoulos   | Karol Skowerski       |
| 2015                  | Manchester            | Shane van Boening     | 8:2                   | Darren Appleton       | Liu Haitao            |
| 2015                  | Manchester            | Shane van Boening     | 8:2                   | Darren Appleton       | Mark Gray             |
| 2017                  | Gibraltar             | David Alcaide         | 8:7                   | Jayson Shaw           | Albin Ouschan         |
| 2017                  | Gibraltar             | David Alcaide         | 8:7                   | Jayson Shaw           | Chang Jung-Lin        |
| 2018                  | Gibraltar             | Niels Feijen          | 8:4                   | Shane van Boening     | Karl Boyes            |
| 2018                  | Gibraltar             | Niels Feijen          | 8:4                   | Shane van Boening     | Jayson Shaw           |
| 2019                  | Gibraltar             | David Alcaide         | 9:8                   | Alexander Kazakis     | Eklent Kaci           |
| 2019                  | Gibraltar             | David Alcaide         | 9:8                   | Alexander Kazakis     | Skyler Woodward       |
| 2021                  | Gibraltar             | Alexander Kazakis     | 9:0                   | Shane van Boening     | Eklent Kaçi           |
| 2021                  | Gibraltar             | Alexander Kazakis     | 9:0                   | Shane van Boening     | Joshua Filler         |
| 2022                  | Gibraltar             | Joshua Filler         | 9:6                   | Lo Ho Sum             | Mieszko Fortuński     |
| 2022                  | Gibraltar             | Joshua Filler         | 9:6                   | Lo Ho Sum             | Ko Pin Yi             |
| 2023                  | Brentwood             | Ko Pin Yi             | 13:5                  | Eklent Kaci           | James Aranas          |
| 2023                  | Brentwood             | Ko Pin Yi             | 13:5                  | Eklent Kaci           | Niels Feijen          |
| 2024                  | Hildesheim            | Fedor Gorst           | 13:12                 | Joshua Filler         | Jayson Shaw           |
| 2024                  | Hildesheim            | Fedor Gorst           | 13:12                 | Joshua Filler         | Ko Pin Yi             |

## Rangliste
| Platz | Spieler              | Gold | Silber | Bronze |
| ----- | -------------------- | ---- | ------ | ------ |
| 1     | Ralf Souquet         | 6    | 2      | 0      |
| 2     | Shane van Boening    | 2    | 2      | 1      |
| 3     | David Alcaide        | 2    | 1      | 0      |
| 4     | Francisco Bustamante | 2    | 0      | 1      |
| 4     | Thomas Engert        | 2    | 0      | 1      |
| 4     | Niels Feijen         | 2    | 0      | 1      |
| 7     | Darren Appleton      | 1    | 2      | 1      |
| 8     | Alex Pagulayan       | 1    | 1      | 3      |
| 9     | Earl Strickland      | 1    | 1      | 2      |
| 10    | Alex Lely            | 1    | 1      | 1      |
| 10    | Dennis Orcollo       | 1    | 1      | 1      |
| 12    | Alexander Kazakis    | 1    | 1      | 0      |
| 13    | Raj Hundal           | 1    | 0      | 1      |
| 13    | Daryl Peach          | 1    | 0      | 1      |
| 13    | Karol Skowerski      | 1    | 0      | 1      |
| 16    | Tony Drago           | 1    | 0      | 0      |
| 16    | Werner Duregger      | 1    | 0      | 0      |